# Avenida Humberto Primo
La Avenida Humberto Primo o Humberto Primero (escrito en los carteles callejeros como Humberto 1°), es una importante arteria del Centro de la ciudad de Córdoba, Argentina. Posee cinco carriles para la circulación.
La avenida lleva el nombre en honor al rey italiano Humberto I de Italia. 
Tiene una longitud de 900 metros y corre en sentido este - oeste. La avenida finaliza a la altura del Puente Avellaneda para unirse a la Costanera del río Suquía, donde finaliza su categoría de avenida. Luego vuelve a nacer detrás del Hospital de Clínicas para correr como calle común, y entre cortada por otras en algunos tramos, hasta su final.
Su origen (0) se encuentra sobre la intersección con la calle San Martín, como continuación de la Avenida Sarmiento, y la punta final (6200) en la calle Calandria, en la periferia oeste de la ciudad, cerca del Estadio Kempes.

## Transporte público en la Avenida
En su tramo como avenida circulan muchas líneas de colectivos. Entre ellas se encuentran:
| Corredor | Líneas                                             |
| -------- | -------------------------------------------------- |
|          | - R6 - R11 - R12                                   |
|          | - D3                                               |
|          | - C - C1 - C6                                      |
|          | - N* - N1* - N2 - N3* - N4* - N5* - N6 - N7 - N11* |
|          | - A9                                               |

(*) Representa aquellas líneas de colectivos cuyo recorrido sobre la arteria no superan los 300 metros.